# فنمارا (أسطورة)
فنمارا (بالإنجليزية: Venmara)‏ هي زوجة «تاغارو» في أساطير مالينيزيا. وعلى حسب المعتقدات يُقال أنها هبطت من السماء، مع رفاق لها بوساطة أجنحة، وقمن بنزع أجنحتهن، وقام «تاغارو» بتخبئة جناحيها، لذا لم تستطع الطيران مع رفاقها، فبقيت بمفردها، ورحلن عنها، لتتزوج بعدها تاغارو.